# 橫濱線
橫濱線（日语：／ Yokohama sen */?）是一條連接神奈川縣橫濱市神奈川區東神奈川站和東京都八王子市八王子站，屬於東日本旅客鐵道（JR東日本）的鐵路線（幹線）。當地沿線地域的愛稱為「濱線」（ハマ線）。車站編號使用的路線記號為JH。
所有快速列車與一部分各站停車都途經京濱東北線（東海道本線電車線）橫濱站直通至根岸線櫻木町站或更遠。然而，本條目記述為根岸線－橫濱站－東神奈川站－八王子站之間，實際運行按照列車編號，往櫻木町方向為「上行」、櫻木町開出為「下行」記述。

## 概要
横濱線是東京地區的電車特定區間內（E電）的路線之一，自横濱市出發經由町田市及相模原市至八王子市，全長42.6公里。在起點東神奈川站和京濱東北線（《鐵道要覽》等文件中記載的正式的路線名稱是東海道本線），在終點八王子站和中央本線及八高線接續。雖然路線名帶有「橫濱」二字，横濱站和東神奈川站通過京濱東北線一站相鄰，横濱線的列車也大多並不直通至橫濱站。
橫濱線不僅具有連接橫濱市北部與市中心的接駁機能，也與從東京都心向郊外延伸的數條放射狀路線交叉，形成近似於環狀路線的功能。作為國鐵時代的郊外路線，基本的起始票價較高，在利用人次眾多的同時，也使得此線為當時少數有盈餘的路線之一。
橫濱線開業于1908年，當時由私鐵公司「横濱鐵道」運營，建設目的是將八王子及長野縣生產的絲綢運送至橫濱。1917年被國有化，并進行過標準軌化試驗和電氣化試驗。1932年開始直通運行至横濱站和櫻木町站。1964年東海道新幹線通車，在與此線交叉點上設立了新橫濱車站，成為擁有接駁新幹線功能的重要路線。從1960年代後半起，隨著沿線開發及大學設置的同時，乘客數量也開始增加，於1967年開始進行增強運能的複線化工程，至1980年代後半全線複線化。此後，隨著將此線作為首都圈通勤路線的利用者増加，從1994年起將運行列車改為單側6門形式的車廂共8輛編成。
國鐵末期曾有和當時計劃中的横濱高速鐵道港未來線進行直通運行的計劃后因國鐵的財政狀況中止。
在此之後橫濱線也作為首都圏的通勤路線乘客數不斷增加，1994年起為緩解擁擠而將運行列車改為單側6門形式的車廂共8節編組。2010年12月現在，除了臨時列車之外不設定有特急、急行，列車種別只有快速和各站停車兩種。兩種列車大多數情況下都是在線內往返運行，部份電車直通根岸線，且早晚在橋本 - 八王子區間有相模線的電車直通運行。1998年起的10年間曾在禮拜六和休息日運行直通至横須賀線逗子站的直通電車，受湘南新宿線增發的影響，2008年3月15日時刻表修改后廢止。
在2008年3月31日發表的JR東日本的經營計劃中，橫濱線和南武線、武藏野線、京葉線均被指定為「東京大環線」。擔當和私鐵接續的重要作用，今後將提高輸送服務、車站設備、生活服務上的便利性和舒適性利，換乘的便利性也將比以前更受重視。
全線都位於旅客營業規則中所規定的大都市近郊區間的「東京近郊區間」，並且也是IC乘車卡「Suica」的首都圈地域。
横濱線2010年度的平均通過人數是221,110人。

### 路線資料
- 路線距離（營業距離）
  - 東日本旅客鐵道（第一種鐵道事業者）：東神奈川站－八王子站間 42.6公里
    - 橫濱支社（日语：東日本旅客鉄道横浜支社）：東神奈川站－橋本站間
    - 八王子支社（日语：東日本旅客鉄道八王子支社）：相原站－八王子站間
      - 橋本站－相原站間為支社邊界[8][9]。

  - 日本貨物鐵道（第二種鐵道事業者）：長津田站－八王子站間（24.7公里）
- 軌距：1067毫米
- 複線路段：全線
- 站數：20個（包括起終點站）
  - 若只限屬於橫濱線的車站，排除屬於東海道本線的東神奈川站、屬於中央本線的八王子站[10]則為18個。
  - 可待避站：4個（小机站、中山站、町田站、橋本站）
- 電氣化路段：全線（直流1500V）
- 閉塞方式：複線自動閉塞式
- 保安裝置：ATS-P
- 運轉指令所（日语：運転指令所）：東京綜合指令室[11]
- 列車運行管理系統（日语：列車運行管理システム）：東京圈輸送管理系統（ATOS）[11]
- 最高速度：95公里/小時
- 大都市近郊區間（旅客營業規則（日语：旅客営業規則））：全線（東京近郊區間）[12]
- IC乘車卡對應路段：全線（Suica的首都圈地域）[13]

## 運行形態

### 臨時列車
1996年4月27日開始，連接横濱和甲州及信州地區松本車站的臨時特急「濱甲斐路號」開始運行。運行當初是在横濱車站 - 甲府車站之間開行，不過隨之乘客增加，逐漸延長至小淵澤車站・上諏訪車站、2003年以之後確定為横濱車站 - 松本車站。毎週六及休息日往返開行1班，冬季（12月上旬到次年3月末為止的約4個月）則只在年末年始及三連休巴士利用日所指定的週六及休息日運行。

## 車站列表
為方便起見，從櫻木町站開始記載。車站編號由大船站起計算，東神奈川站是JH 13。
- ◆、◇：貨物處理站（◇為未有設定定期貨物列車）、：特定都區市內制度的「橫濱市內」地域車站
- 停車站
  - 各站停車：停靠所有車站
  - 快速：●停靠、｜通過、▼為普段通過，但有臨時停車
  - 特急「濱甲斐路」：參見「甲斐路」
- 接續路線：東日本旅客鐵道的路線名為運行系統上的名稱。若站名不同則以⇒顯示站名。

| 正式路線名 | 車站編號 | 中文站名   | 日文站名 | 英文站名 | 站間營業距離 | 東神奈川起計營業距離 | 快速 | 接續路線 | 所在地        | 所在地        | 所在地        |
| ---------- | -------- | ---------- | -------- | -------- | ------------ | -------------------- | ---- | --- | ------------- | ------------- | ------------- |
| 根岸線     | JK11     | 櫻木町     |          |          | -            | 3.8                  | ●    | 東日本旅客鐵道： 根岸線〈磯子、大船方向直通運行〉 橫濱市營地下鐵： 藍線（3號線）（B18） | 神奈川縣      | 橫濱市        | 中區          |
| 東海道本線 | JK12     | 橫濱       |          |          | 2.0          | 1.8                  | ●    | 東日本旅客鐵道： 東海道線（JT05）、 橫須賀·總武快速線（JO13）、 湘南新宿線（JS13） 東急電鐵： 東橫線（TY21） 橫濱高速鐵道： 港未來線（MM01） 京濱急行電鐵： 本線（KK37） 相模鐵道： 本線（SO01） 橫濱市營地下鐵： 藍線（3號線）（B20） | 神奈川縣      | 橫濱市        | 西區          |
| 橫濱線     | JH13     | 東神奈川   |          |          | 1.8          | 0.0                  | ●    | 東日本旅客鐵道： 京濱東北線（JK13） 京濱急行電鐵： 本線 ⇒京急東神奈川（KK35） | 神奈川縣      | 橫濱市        | 神奈川區      |
| 橫濱線     | JH14     | 大口       |          |          | 2.2          | 2.2                  | ｜   | | 神奈川縣      | 橫濱市        | 神奈川區      |
| 橫濱線     | JH15     | 菊名       |          |          | 2.6          | 4.8                  | ●    | 東急電鐵： 東橫線（TY16） | 神奈川縣      | 橫濱市        | 港北區        |
| 橫濱線     | JH16     | 新橫濱     |          |          | 1.3          | 6.1                  | ●    | 東海旅客鐵道： 東海道新幹線 相模鐵道： 相鐵新橫濱線（SO52） 東急電鐵： 東急新橫濱線（SH01） 橫濱市營地下鐵： 藍線（B25） | 神奈川縣      | 橫濱市        | 港北區        |
| 橫濱線     | JH17     | 小         |          |          | 1.7          | 7.8                  | ▼    | | 神奈川縣      | 橫濱市        | 港北區        |
| 橫濱線     | JH18     | 鴨居       |          |          | 3.1          | 10.9                 | ●    | | 神奈川縣      | 橫濱市        | 綠區          |
| 橫濱線     | JH19     | 中山       |          |          | 2.6          | 13.5                 | ●    | 橫濱市營地下鐵： 綠線（G01） | 神奈川縣      | 橫濱市        | 綠區          |
| 橫濱線     | JH20     | 十日市場   |          |          | 2.4          | 15.9                 | ｜   | | 神奈川縣      | 橫濱市        | 綠區          |
| 橫濱線     | JH21     | 長津田◇    |          |          | 2.0          | 17.9                 | ●    | 東急電鐵： 田園都市線（DT22）、 子供之國線（KD01） | 神奈川縣      | 橫濱市        | 綠區          |
| 橫濱線     | JH22     | 成瀨       |          |          | 2.3          | 20.2                 | ｜   | | 東京都 町田市 | 東京都 町田市 | 東京都 町田市 |
| 橫濱線     | JH23     | 町田       |          |          | 2.7          | 22.9                 | ●    | 小田急電鐵： 小田原線（OH27） | 東京都 町田市 | 東京都 町田市 | 東京都 町田市 |
| 橫濱線     | JH24     | 古淵       |          |          | 2.8          | 25.7                 | ｜   | | 神奈川縣      | 相模原市      | 南區          |
| 橫濱線     | JH25     | 淵野邊     |          |          | 2.7          | 28.4                 | ｜   | | 神奈川縣      | 相模原市      | 中央區        |
| 橫濱線     | JH26     | 矢部       |          |          | 0.8          | 29.2                 | ｜   | | 神奈川縣      | 相模原市      | 中央區        |
| 橫濱線     | JH27     | 相模原     |          |          | 1.8          | 31.0                 | ●    | | 神奈川縣      | 相模原市      | 中央區        |
| 橫濱線     | JH28     | 橋本       |          |          | 2.8          | 33.8                 | ●    | 東日本旅客鐵道：■相模線 京王電鐵： 相模原線（KO45） | 神奈川縣      | 相模原市      | 綠區          |
| 橫濱線     | JH29     | 相原       |          |          | 1.9          | 35.7                 | ●    | | 東京都        | 町田市        | 町田市        |
| 橫濱線     | JH30     | 八王子南野 |          |          | 2.9          | 38.6                 | ●    | | 東京都        | 八王子市      | 八王子市      |
| 橫濱線     | JH31     | 片倉       |          |          | 1.4          | 40.0                 | ●    | 京王電鐵： 高尾線 ⇒京王片倉（KO48） | 東京都        | 八王子市      | 八王子市      |
| 橫濱線     | JH32     | 八王子◆    |          |          | 2.6          | 42.6                 | ●    | 東日本旅客鐵道： 中央線（JC22）、■八高線 京王電鐵： 京王線 ⇒京王八王子（KO34） | 東京都        | 八王子市      | 八王子市      |

- 大口－菊名間通過鶴見區，但不設站[14]。

### 廢除信號場
- 北野聯絡所：1912年廢除，片倉站－八王子站間，至八王子站約0.80公里